# Dvorak (tastatur)
 For alternative betydninger, se Dvorak. (Se også artikler, som begynder med Dvorak)
Dvorak-tastaturlayoutet, også kaldet Dvorak Simplified Keyboard, er et tastaturlayout patenteret i 1936 af Dr. August Dvorak, en tidligere professor i uddannelse ved University of Washington, og William Dealey, som et alternativ til det mere udbredte QWERTY-layout. Mere alment kaldes det Dvorak-tastaturet eller bare Dvorak.

## Oversigt
Dvorak-tastaturlayoutet var designet til at behandle problemer med ineffektivitet og udmattelse ved brug af QWERTY-tastaturer, der blev introduceret i 1860'erne til de første kommercielt succesfulde skrivemaskiner. En af designprincipperne ved QWERTY-tastaturlayoutet var at placere bogstaver i ofte forekommende kombinationer i hver sin side af tastaturet for at undgå sammenstød i maskineriet.
Med nyere skrivemaskinedesigns blev denne slags sammenstød mindre forekommende, og i 1930'erne med introduktionen af den elektriske skrivemaskine blev det et større problem at regelmæssige benyttere blev udmattede i hænder og fingre, hvortil interessen i Dvorak-tastaturlayoutet steg.
Dvorak studerede forekomsten af de forskellige tegn og bogstaver, samt håndens fysiologi, og lavede et layout med disse principper:
- Det er nemmere at skrive ved at variere mellem hænderne. Dette kan eftervises ved at tappe hurtigt med fingeren på bordet og derefter gøre det samme med begge hænder; det kan bemærkes at dette er nemmest ved brug af begge hænder da hver hånd kun skal bevæge sig halvt så hurtigt.
- For maksimal hastighed og effektivitet, de oftest forekommende bogstaver og digrafer bør være nemmest at skrive. Det betyder at de skal sidde på home row, der er den midterste række bogstaver hvor fingrene placeres ved blindskrift, og under de stærkeste fingre. De 70% oftest forekommende bogstaver i det engelske sprog er derfor placeret her.
- På samme måde skal de mindst forekommende bogstaver være på nederste række, der er sværest at nå.
- Højre hånd bør udføre et større arbejde siden de fleste mennesker er højrehåndede.
- Det er sværere at skrive to efterfølgende bogstaver med nærliggende fingre.
- Ved "bølger" af efterfølgende tegn, bør disse tegn følge et mønster ind mod midten af tastaturet. En observation af behovet for dette princip kan gentages ved at tappe med samtlige fingre på bordet; det kan bemærkes at dette er nemmest ved at starte med lillefingeren og bevæge sig mod pegefingeren snarere end den anden vej. Denne bevægelse karakteriseredes som et indadrettet stødflow.

Layoutet blev færdiggjort i 1932 og blev patenteret som U.S. Patent 2,040,248 Arkiveret 7. maj 2022 hos  Wayback Machine i 1936. Den blev accepteret af American National Standards Institute (ANSI) i 1982, hvor den kaldtes X3.207:1991 (førhen X4.22-1983), "Alternativt Keyboardarrangement for Alfanumeriske Maskiner". Det originale ANSI Dvorak-tastaturlayout var tilgængeligt som en fabriksleveret valgmulighed på de originale IBM Selectric-skrivemaskiner.
I 1984 var det anslåede antal Dvorak-tastaturbrugere 100.000. [kilde mangler]

## Forbedringer
De egentlige forbedringer ved at skifte til Dvorak-tastaturlayoutet er forskellige fra person til person[kilde mangler]. August Dvorak målte at den gennemsnitlige distance fingrene flyttede sig for en gennemsnitlig maskinskriver var 12 til 20 gange højere på et QWERTY-tastatur end på et Dvorak-tastatur[kilde mangler]. Foruden dette er der en betydelig forskel mellem ord der oftest staves forkert på de forskellige tastaturer. På et QWERTY-tastatur fejlskrives oftest ord som the, to, of, and og is, og på et Dvorak-tastatur er det ord som new, beautiful, during, everything, help og oblige som oftest skrives forkert. Se Dvoraks liste over 100 ord der oftest staves forkert Arkiveret 11. august 2006 hos  Wayback Machine.

## Det originale Dvorak-tastaturlayout
Det standardiserede ANSI-layout adskiller sig fra det originale, "klassiske" layout som Dvorak selv udtænkte. Tastaturer har i dag flere knapper end skrivemaskiner dengang havde, og andre betydelige forskelle forekom også:
1. Det klassiske Dvorak-tastaturlayouts numeriske knapper så ud som følgende: 7 5 3 1 9 0 2 4 6 8
2. I det klassiske Dvorak-tastaturlayout var spørgsmålstegnet (?) helt til venstre i øverste række mens skråstregen (/) var helt til højre i øverste række.
3. Følgende symboler delte taster (det sekundære tegn blev udskrevet ved at holde shift-knappen nede):
  1. Kolon (:) og spørgsmålstegn (?)
  2. Og-tegnet (&) og skråstreg (/)
  3. Komma (,) og semikolon (;)

Moderne tastaturlayouter placerer næsten altid semikolon og kolon på samme tast og skråstreg og spørgsmålstegn på samme tast.

## Moderneoperativsystemer
Apple bragte ny interesse til Dvorak-tastaturlayoutet med deres Apple IIc-computer der havde en mekanisk omstiller der tillod brugeren at skifte mellem QWERTY-tastaturlayoutet og ANSI Dvorak-tastaturlayoutet. Siden omkring 1998 har Apple inkluderet Dvorak-tastaturlayoutet med Mac OS 8.6. Firmaet har også inkluderet det i det seneste Mac OS X. Der er tilmed en indstilling som gør det muligt at benytte de samme fysiske knapper til kommandoer, hvilket ikke ændrer hvilken tast en bestemt tastaturgenvej benytter. I Mac OS X kan Dvorak-tastaturlayoutet findes under System Preferences → International → Input Menu, hvor den sidstnævnte feature kan findes under navnet Dvorak-Qwerty-<command>.
Microsoft inkluderede Dvorak-tastaturlayoutet tidligere end 1998. I Windows XP kan man skifte til det under Kontrolpanel → Internationale og sproglige indstillinger → Sprog → Detaljer → Tilføj... → Amerikansk (Dvorak – ...). Windows tilbyder ikke en kompensation for at tasterne til tastaturgenveje skifter, hvilket gør det betydeligt sværere at benytte genveje som Ctrl-Z, Ctrl-X, Ctrl-C og Ctrl-V, der originalt blev valgt fordi de kunne udføres nemt med én hånd. Dette problem med genveje gentager sig for utallige programmer i både Microsoft Windows og i andre operativsystemer, for eksempel i Unix-editoren vi hvor alle enkeltbogstaver benyttes som kommando; her er en gigantisk omlæring nødvendig.
På de fleste Linux og BSD-maskiner kan tastaturlayoutet skiftes i X11 ved kommandoen setxkbmap dvorak i en hvilket som helst terminal. Samtidig kan det klassiske Dvorak-tastaturlayout benyttes ved kommandoen setxkbmap dvorak-classic. For at skifte tilbage kan der tastes setxkbmap dk-latin1, selvom det kan være svært med et tastaturlayout man ikke kender. For at ændre tastaturlayoutet i terminalen kan Linux-brugere benytte kommandoen loadkeys dvorak. FreeBSD-brugere kan benytte kommandoen kbdmap us.dvorak, og OpenBSD-brugere kan benytte kommandoen kbd us.dvorak. Se eventuelt anvisninger for Dvorak under FreeBSD Arkiveret 21. august 2006 hos  Wayback Machine (engelsk).
I Plan 9 fra Bell Labs kan man skifte til Dvorak-tastaturlayoutet ved kommandoen cat /sys/lib/kbmap/dvorak > /dev/kbmap. For at skifte tilbage kan man her benytte cat /sys/lib/kbmap/ascii > /dev/kbmap. For at skifte hver gang man starter, kan man tilføje denne kommando til $home/lib/profile.

## Uvillighed til at skifte
Selvom Dvorak-tastaturlayoutet er det eneste tastaturlayout som er registreret ved ANSI, og kommer med alle større operativsystemer, har tastaturlayoutet mødt stor modvilje og er derfor ikke på noget større plan blevet anvendt. Dvorak-tastaturlayoutets mislykkede forsøg i at overtage QWERTY-tastaturlayoutets position er i sig selv blevet diskuteret og analyseret.
Når man overvejer modvilligheden til at skifte tastaturlayout, har forskellige dele af markedet (almindelige brugere, maskinskrivere, firmaer og producenter) forskellige grunde. Mængden af modvillighed har desuden ændret sig som ændringer i teknologien og udbredelsen af tastaturlayoutets eksistens har bredt sig. Diverse faktorer kan opsummeres som følgende:
1. Et mislykket forsøg i at bevise en overvældende overlegenhed i skrivehastighed, skrivenøjagtighed og økonomisk fordelagtighed. Der har været meget få studier i den relative effektivitet mellem hvert tastaturlayout, og disse studier er blevet kritiseret for ikke at leve op til akademisk standard.
2. Et mislykket forsøg i at skabe "bevidsthed" i den almene befolkning omkring eksistensen af Dvorak-tastaturlayoutet før Barbara Blackburns 212 ord i minuttet ved brug af et Dvorak-tastatur, som registreret i Guinness Rekordbog i 1985. En større udbredelse skete først i 1990'erne hvor moderne operativsystemer begyndte at inkorporere Dvorak-tastaturlayoutet som en valgmulighed.
3. En kraftig modvilje fra daværende og nuværende undervisere i blindskrift og fra tastaturproducenter. Disse faktorer er svindende eftersom mange computerprogrammer til selvhjælp i blindskrift kan benyttes med alle slags tastaturlayouter.
4. Et mislykket forsøg i at overbevise producenter af skrivemaskiner. Her kan det antages at producenterne ikke har ønsket at eksperimentere med et potentielt overlegent tastaturlayout som ingen brugte. Ved pc'ens introduktion kunne man skifte tastaturlayoutet virtuelt, og man slap derfor for at skulle søge specialdesignet hardware.

Ingen eksisterende studier har analyseret stigen af brug af Dvorak-tastaturlayoutet. Det betragtes i større grad som en niche.
Dvorak-tastaturlayoutet benyttes nogle gange som eksempel blandt virksomhedskonsulenter til at illustrere, hvor svært det kan være at skifte mellem teknologier. Det bruges også i undervisningsmateriale om økonomi som et eksempel på netværkseffekten, hvor det andet ærkeeksempel er kampen mellem videoformaterne Betamax og VHS. Disse eksempler (specielt QWERTY) bruges til at demonstrere, at underlegne standarder nogle gange slår igennem fordi de låses fast i markedet. Stanley J. Liebowitz og Stephen E. Margolis, to økonomer som har undersøgt denne påstand i diverse akademiske og populære artikler, argumenterer at det er svært at fremføre et faktisk bevis for denne fastlåsning i markedet.
Foruden Dvorak-tastaturlayoutet findes der flere andre alternative tastaturlayouter, inklusive Colemak-tastaturlayoutet. Ingen af disse andre er blevet særlig populære.

## Ethåndsversionerne
Foruden standard-Dvorak-tastaturlayoutet findes to ethåndsversioner designet til brug for handicappede eller til samtidig kontrol af en mus. En af disse er designet til højrehåndsbrug og en anden til venstrehåndsbrug.

## Andre sprog
Foruden det almindelige Dvorak-tastaturlayout findes der uofficielle udgaver til mange sprog.
En svensk udgave kaldet Svorak placerer de svenske bogstaver ä, ö og å på øverste bogstavrække til venstre hvor tegnene ', , og . normalt befinder sig. Disse er efterfølgende skubbet andre steder hen, og nogle tegn er efterfølgende gjort tilgængelige ved Alt Gr-knappen. En anden svensk udgave af Gunnar Parment bevarer de fleste punktueringstegn som i det originale amerikanske layout; å placeres til venstre i øverste bogstavrække og ä og ö placeres i nederste bogstavrække i stedet for \ og ;.
En norsk udgave kaldet Norsk Dvorak efterligner Parments layout, men hvor æ og ø erstatter de svenske ä og ö. Denne er derfor kompatibel med det danske alfabet, det er da også på basis af Parments layout at Dansk Dvorak er bygget.
Fælles for alle disse sprogspecifikke variationer er desuden en tendens til at ændre den sekundære funktion for alle tasterne på talrækken over øverste bogstavrække. Dette gøres fordi amerikanske QWERTY-tastaturer adskiller sig fra europæiske, og designerne af de sprogspecifikke Dvorak-tastaturlayouer har derfor samtidig gjort deres layouter mere tilgængelige for folk som allerede er vante til europæiske QWERTY-tastaturer.
Et finsk DAS-tastaturs layout følger mange af Dvorak-tastaturets principper, men baserer sig på den statistiske forekomst af bogstaver i det finske sprog i stedet for det engelske.

## Verdensrekord
Barbara Blackburn er verdens hurtigste maskinskriver og er nævnt i Guinness Rekordbog. Ved brug af et Dvorak-tastatur har hun opnået hastigheder på 150 ord/minuttet i over 50 minutter i træk og 170 ord/minuttet i kortere tidsperioder, og hendes tophastighed var 212 ord/minuttet. Barbara siger selv at hun dumpede til sit maskinskrivningskursus i high school, opdagede Dvorak-tastaturlayoutet i 1938 og lærte at skrive hurtigt. Hun har turnéret og givet demonstrationer.[kilde mangler]

## Eksterne links
- DvZine.org Arkiveret 16. juni 2005 hos  Wayback Machine – et zine med en tegneserie der promoverer Dvorak-tastaturlayoutet.
- Norsk Dvorak Arkiveret 5. august 2006 hos  Wayback Machine – en sprogspecifik variation til det originale tastaturlayout. Kompatibel med det danske alfabet.
- fordimankan.dk/dvorak Arkiveret 8. maj 2006 hos  Wayback Machine – en dansk beretning og introduktion.
- Dvoraks liste over 100 ord der oftest staves forkert Arkiveret 11. august 2006 hos  Wayback Machine